# Olgierd Pisarenko

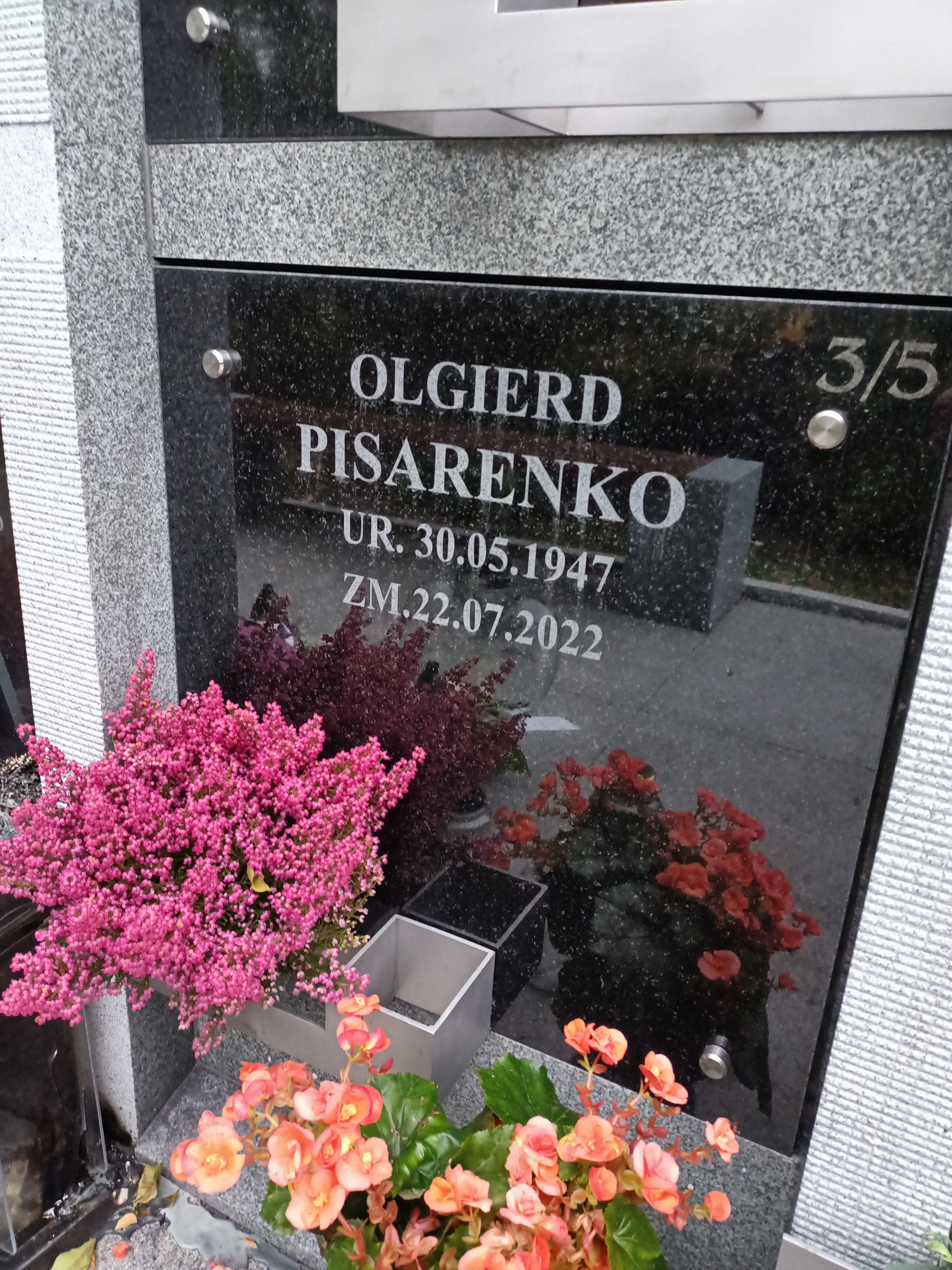
Grób Olgierda Pisarenki na cmentarzu Wojskowym na Powązkach

Olgierd Pisarenko (ur. 30 maja 1947 we Wrocławiu, zm. 22 lipca 2022 w Warszawie) – polski muzykolog, krytyk muzyczny, publicysta.

## Życiorys
Absolwent muzykologii na Uniwersytecie Warszawskim. Od 1972 redaktor dwutygodnika „Ruch Muzyczny”. Był autorem licznych publikacji, głównie na łamach „Ruchu Muzycznego” oraz autorem audycji radiowych. Od 1972 związany z „Warszawską Jesienią”, w latach 1987–1995 przewodniczący Komisji Repertuarowej festiwalu. Od 2008 do 2013 pełnił funkcję  redaktora naczelnego dwutygodnika „Ruch Muzyczny”.
Od 1981 był członkiem Związku Kompozytorów Polskich.
W 2007 został odznaczony Srebrnym Medalem „Zasłużony Kulturze Gloria Artis”. W 2013 otrzymał Nagrodę Honorową Związku Kompozytorów Polskich za zasługi w dziele promocji polskiej muzyki współczesnej.
Został pochowany na Powązkach Wojskowych w Warszawie.